# 口欲期
口腔期又稱口慾期，是心理學名詞，用來描述孩童成長過程中的一個時期。為佛洛伊德所提出的性心理发展中的第一個階段。這個階段約發生在在嬰兒出生後0到12個月，在此期間，嬰兒專注于嘴裡的事物。例如以吸取母乳來得到口唇的快感，或是小孩拿到什麼的東西就咬。
口慾期也是嬰兒與母親之間最早發生的關係之一，这种关系持续的时间长短，則依照不同的社會文化而有差異。
口唇期固着
如果嘴唇的欲望没有得到充分的满足，或者得到充分以上的满足而成长的话，就会异常地执着于这个阶段的欲望。这被称为口唇期固着（英语：oral fixation，oral craving）。如果断奶太快，对嘴巴的刺激不足的话，可能会形成悲惨的、充满不信任感、讽刺的、具有攻击性的人格。相反，如果断奶时间慢，受到很多刺激的话，可能会出现吸烟和酒精摄取欲望的增加，咬指甲的行为等症状。